# Edmund Effenberger
Edmund Effenberger (ur. 18 czerwca 1925 w Łodzi, zm. 16 kwietnia 2017) – działacz mniejszości niemieckiej, archiwista.

## Życiorys
Effenberger urodził i uczył się w Łodzi. W 1943 został powołany do Wehrmachtu, a pod koniec II wojny światowej dostał się do brytyjskiej niewoli. Ze względu na znajomość języków, od 1948 służył w brytyjskim wojsku jako tłumacz Sojuszniczej Rady Kontroli Niemiec. W latach 1949–1971 pracował w Armii Brytyjskiej w dziale administracji w kwaterze głównej NATO w Mönchengladbach. W latach 1971–1988 Effenberger pracował w urzędzie miejskim Mönchengladbach, od 1976 zajmując stanowisko kierownicze.
Był członkiem honorowym Federalnego Związku Kadry Krajowej Ziomkostwa Wisły-Warty oraz jednym z członków założycieli oddziału Ziomkostwa w landzie Nadrenia Północna-Westfalia. Działał w Związku Wypędzonych (BdV), od 1950 był przewodniczącym grupy regionalnej Nadrenii Północnej-Westfalii Niemieckiej Młodzieży Wschodu.
W 1963 założył wraz z Otto Heike Archiwum Niemców z centralnej Polski i Wołynia (niem. Archiv der Deutschen aus Mittelpolen und Wolhynien) w Mönchengladbach, którym zarządzał jako wolontariusz w latach 1977–2009. Effenberger zgromadził w nim około 15 000 eksponatów, należących do Niemców, wypędzonych po II wojnie światowej. Od 1991 był członkiem Komisji Historycznej ds. Historii Niemców w Polsce. Był wiceprezesem Towarzystwa im. Kurta Lücka i Przewodniczącym Rady Powierniczej Fundacji Kulturwerk Wartheland.

### Wyróżnienia i odznaczenia
- Kawaler Orderu Imperium Brytyjskiego (1968),
- Srebrna Odznaka Honorowa Ziomkostwa Wisły-Warty (1969),
- Nagroda im. Kurta Lücka (1998),
- Złota Odznaka Honorowa miasta Mönchengladbach (2005)[1].

### Publikacje
- „Erfahrung und Zeugnis der Deutschen aus Polen” (1987, pol. Doświadczenia i świadectwa Niemców z Polski)
- „Lodz – Gelobtes Land” (1988, pol. Łódź – Ziemia Obiecana)[1].